# Интерлеукин 21
Интерлеукин 21 је протеин који је код људи кодиран ИЛ21 геном.
Интерлеукин 21 је цитокин који има потентне регулаторне ефекте на ћелије имунског система, укључујући природне убица (НК) ћелије и цитотоксичне T ћелије које могу да униште вирално инфициране и канцерозне ћелије. Овај цитокин индукује ћелијску поделу/пролиферацију својих циљних ћелија.

## Ген
Људски ИЛ-21 ген садржи око 8.43kb. Он се налази на хромозому 4, на 180kb од ИЛ-2 гена. Његова иРНК је 616 нуклеотида дугачка.

## Ткиво и ћелијска дистрибуција
ИЛ-21 је изражен у активираним људским ЦД4+ T ћелијама али не у већини других ткива. Додатно, ИЛ-21 изражавање је повећано у Tх2 и Tх17 подгрупама T помоћних ћелија, као и T фоликуларним ћелијама. ИЛ-21 је такође изражен у НК T ћелијама где регулише функцију тих ћелија.
Интерлеукин-21 се исто производи од стране Хоџгкинова лимфома (ХЛ) карцином ћелија (што је изненађујуће зато што се за ИЛ-21 мислило да га производе само ћелија). Ово обзервација може да објасни добар део понашања класичног Ходгкинсовог синдрома укључујући кластере других имуних ћелија сакупљене око ХЛ ћелија у културама. Циљање ИЛ-21 цитокина може да буде потенцијални третман или могуће тест за ХЛ.

## Рецептор
ИЛ-21 рецептор (ИЛ-21Р) је изражен на површини T, Б и НК ћелија. ИЛ-21Р је сличан по структури са рецепторима других тип I цитокина, попут ИЛ-2Р или ИЛ-15 и захтева димеризацију са заједничким гама ланцом (γц) да ви везао ИЛ-21. 
Кад је везан за ИЛ-21, ИЛ-21 рецептор дејствује кроз Jak/СТАТ пут, користећи Jak1 и Jak3 и СTAT3 хомодимер да активира своје циљне гене.

## Клиничка релевантност

### Улога у алергијама
Било је показано да ИЛ-21Р нокаут мишеви изражавају више нивое ИгЕ и ниже нивое ИгГ1 него нормалини мишеви након антиген експозиције. ИгЕ нивои су опали након што је мишевима дата ИЛ-21 инјекција. Ово има импликације на ИЛ-21 улогу у контролисању алергијских реакција због ИгЕ улоге у одговорима хиперсензитивности типа 1. ИЛ-21 је тестиран као терапија за олакшање алергијског одговара. Било је показано да је успешан у умањењу нивоа проинфламаторног цитокина произведених Т ћелијама, као и у умањењу ИгЕ нивоа на мишјим моделима за ринитис. Студиаја користећи мишеве са алергијама на кикирики је показала да је ИЛ-21 системски третман ефективан у ублажењу алергијског одговора. Ово има јаке импликације на ИЛ-21 фармаколошки развој за контролу локализованих и системских алергија.

### Улога у имунотерапији карцинома
ИЛ-21 је одобрен за Фазу 1 клиничких испитивања метастатичког меланома (MM) и карцинома реналних ћелија (РЦЦ) пацијената. Било је показано да је безбедан за администрацију са симптомима попут грипа као нузпојавама. Токсичност која ограничава дозу укључује низак број лимфоцита, неутрофила и тромбоцита, као и хепатотоксичност. На основу критеријума евалуације одговора за чврсте туморе, 2 од 47 ММ пацијената, и 4 од 19 РЦЦ пацијената су показала потпуни или парцијални одговор. Додатно, примећен је пораст перфорина, гранзима Б, ИНФ-γ, и CXCR3 иРНК у периферним НК ћелијама и ЦД8+ T ћелијама. Предложено је да ИЛ-21 увећава ЦД8+ ефектор функције, и тако доводи до антитуморног одговора. ИЛ-21 је напредовао до Фазе 2 клиничких испитивања где је био администриран сам или у пару са лековима као што су сорафиниб и ритуксимаб.